# Rosamond Pinchot

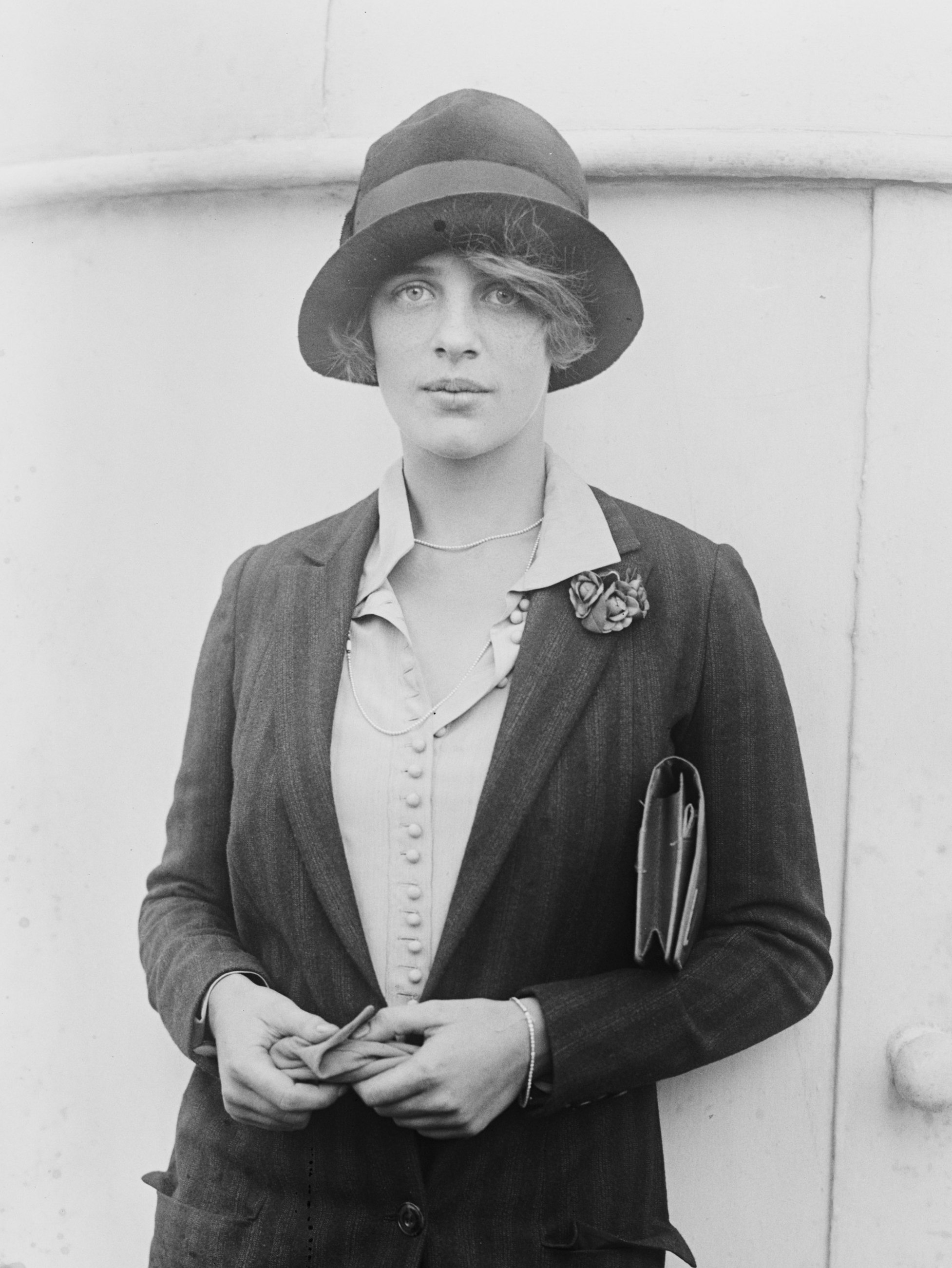
Rosamond Pinchot (1925)

Rosamond Pinchot (* 26. Oktober 1904 in New York City; † 24. Januar 1938 in Old Brookville, New York) war eine amerikanische Schauspielerin.

## Jugend
Pinchot wurde in New York City als Tochter von Amos Pinchot und Gertrude Minturn Pinchot geboren. Amos war ein wohlhabender Anwalt und eine Schlüsselfigur in der progressiven Politik; Gertrude war die Tochter des Schifffahrtsmagnaten Robert Bowne Minturn, Jr. Rosamond hatte einen jüngeren Bruder, Gifford. Ihr Onkel war Gifford Pinchot, Gouverneur von Pennsylvania und ihre Cousine war Edie Sedgwick. Die Familie teilte ihre Zeit zwischen ihrem Haus in New York City und dem Familiensitz Grey Towers in Milford, Pennsylvania auf. Sie machte ihren Abschluss an der Miss Chapin's School.
Ihre Eltern ließen sich 1918 scheiden. Nach der Scheidung lebten Pinchot und ihr Bruder mit ihrer Mutter in deren Stadthaus in New York City. 1919 heiratete Amos Pinchot die Zeitschriftenautorin Ruth Pickering, mit der er zwei weitere Kinder hatte: Mary Eno und Antoinette Pinchot.

## Als Schauspielerin
Im Alter von neunzehn Jahren wurde Pinchot von Max Reinhardt entdeckt, als sie mit ihrer Mutter auf einem Ozeandampfer unterwegs war. Reinhardt besetzte sie als Nonne, die aus einem Kloster flieht, in der Broadway-Produktion von Karl Gustav Vollmoellers Das Wunder. In Kritiken wurde sie als „die schönste Frau Amerikas“ bezeichnet. Der Journalist und Fotograf Arnold Genthe nannte Pinchot im Jahr 1936 „den Idealtypus des amerikanischen Mädchens“.
Reinhardt besetzte sie später in Inszenierungen von William Shakespeares Ein Sommernachtstraum und Franz Werfels Der Weg der Verheißung. Ihren einzigen Filmauftritt hatte sie 1935 in der Verfilmung von Die drei Musketiere als Königin Anne.

## Privatleben
Pinchot heiratete am 26. Januar 1928 William Gaston (der zuvor mit Kay Francis verheiratet war). Das Paar hatte zwei Kinder, William Alexander Gaston und James Pinchot Gaston. Im Jahr 1933 trennten sich die Eltern. Sie blieben verheiratet, lebten aber zum Zeitpunkt von Pinchots Tod getrennt.

## Tod
Am Morgen des 24. Januar 1938 fand ein Koch Pinchots Leiche auf dem Vordersitz ihres Autos, das in der Garage eines gemieteten Anwesens in Old Brookville, New York, geparkt war. Später wurde festgestellt, dass sie an einer Kohlenmonoxidvergiftung erstickt war, und ihr Tod wurde als Selbstmord eingestuft. Pinchot hinterließ zwei Abschiedsbriefe, deren Inhalt nie veröffentlicht wurde.
Pinchots Beerdigung fand am 26. Januar 1938, ihrem zehnten Hochzeitstag, im Stadthaus ihrer Mutter in New York City statt. Sie wurde auf dem Familiengrab der Pinchots in Milford, Pennsylvania, beigesetzt.

## Rollenverzeichnis (Bühne)
| Datum                           | Inszenierung              | Rolle             |
| ------------------------------- | ------------------------- | ----------------- |
| Januar 16 – Juni 1924           | The Miracle               | Die Nonne         |
| Mai 31 – Juni 1926              | Henry IV, Part 2          | John of Lancaster |
| November 17 – Dezember 1927     | A Midsummer Night's Dream | Helena            |
| Dezember 7 – 1927               | Jederman                  | Lady              |
| Dezember 20, 1927 – Januar 1928 | Dantons Tod               | Marion            |
| Oktober 6 – November 1936       | St Helena                 | Gräfing Bertrand  |
| Januar 7 – Mai 15, 1937         | Der Weg der Verheißung    | Bath-Sheba        |

## Rolle im Film
| Jahr | Titel                | Rolle      | Rolle |
| ---- | -------------------- | ---------- | ----- |
| 1935 | The Three Musketeers | Queen Anne |       |